# Diplomatkurérens taske
Diplomatkurérens taske (russisk: Сумка дипкурьера) er en sovjetisk stumfilm fra 1927 af Aleksandr Dovsjenko.
Filmens handling er baseret på virkelighedens mord på den sovjetiske diplomatkurér Teodor Nette. Kurérens takse bliver stjålet af britiske spioner, men sømænd får fat på tasken og sejer den til Leningrad, hvor den afleveres til myndighederne.

## Medvirkende
- M. Bujukli
- A. Klymenko
- Heorhii Zelondzjev-Sjypov
- Ida Penzo som Helen Viskovska
- Boris Zagorskij